# حصة إبراهيم العمار
حصة إبراهيم العمار هي كاتبة ومترجمة سعودية

## أعمالها
قدمت حصة إبراهيم العمار للقارئ السعودي والخليجي بوجه عام العديد من الكتب المترجمة من الإنجليزية للكبار والصغا، والتي تنوعت موضوعاتها ما بين التنمية البشرية، وتنمية المهارات، وأدب الأطفال، ومختارات من القصص العالمي، وغيرها من الموضوعات، ومن أهم الكتب التي أعدتها وترجمتها للعربية:
- المقابلة المثالية - كل ما تحتاج معرفته كي تنجح من الجولة الأولى: وهو كتاب الكاتب الأمريكي ماكس إيجرت الصادر في عام 1992، والذي صدرت نسخته العربية من ترجمة حصة إبراهيم العمار عام 1998 عن دار العبيكان للنشر والتوزيع بالرياض.[1]
- من روائع القصص العالمية (مجموعة قصصية): وهو كتاب من جزأين صدر أولهما عام 2002، وصدر الجزء الثاني في عام 2008 عن دار العبيكان للنشر والتوزيع بالرياض، ويضم الكتاب مختارات من القصص العالمية المترجمة من الإنجليزية.[2]
- ١٠١ طريقة بسيطة لتكون ناجحًا مع نفسك: وهو كتاب الكاتبة الأمريكية دونا واطسون الصادر في عام 1992، وصدرت نسخته العربية من ترجمة حصة إبراهيم العمار عن دار العبيكان للنشر والتوزيع بالرياض.[3]
- حكايات وأساطير للقارئ الصغير (قصص مترجمة للأطفال): صدرت عام 2010 عن دار العبيكان للنشر والتوزيع بالرياض، ويضم الكتاب مختارات من قصص الأديب الإغريقي إيسوب (620 ـ 560 قبل الميلاد)، والتي تمثلت في مجموعة أساطير وحكايات تُروى على لسان الحيوان.[4]
- المطبخ الإسلامي من الشرق إلى الغرب: صدر عن دار العبيكان للنشر والتوزيع بالرياض.